# Gläcken
Gläcken är en sjö i Säters kommun i Dalarna och ingår i Norrströms huvudavrinningsområde. Sjön har en area på 1,23 kvadratkilometer och ligger 196 meter över havet. Sjön avvattnas av vattendraget Stimmerboån.

## Delavrinningsområde
Gläcken ingår i det delavrinningsområde (668531-148344) som SMHI kallar för Utloppet av Gläcken. Medelhöjden är 239 meter över havet och ytan är 6,15 kvadratkilometer. Det finns ett avrinningsområde uppströms, och räknas det in blir den ackumulerade arean 11,72 kvadratkilometer. Stimmerboån som avvattnar avrinningsområdet har biflödesordning 4, vilket innebär att vattnet flödar genom totalt 4 vattendrag innan det når havet efter 257 kilometer. Avrinningsområdet består mestadels av skog (71 procent). Avrinningsområdet har 1,24 kvadratkilometer vattenytor vilket ger det en sjöprocent på 20,1 procent.